# Teodoto de Ancira
Teodoto fue un mártir cristiano del siglo IV d. C. 
Entre los muchísimos que consumaron el martirio en Galacia se distinguió San Teodoto mesonero que hospedaba y daba de comer en su casa. Este oficio le daba ocasión de asistir a los cristianos confesores en los mayores trabajos y su piedad le proporcionó el martirio de un modo particular. Fueron presentadas al tribunal siete vírgenes cristianas de muy ejemplar virtud y por el juez entregadas a unos jóvenes disolutos, con el encargo de hacerles experimentar toda la violencia de sus pasiones. Santa Tecusa, que era la de más años se postró a los pies de uno de los jóvenes y con sus lágrimas y ruegos logró que movidos de compasión las dejasen libres a todas. Lo sintió mucho el juez, les ofreció hacerlas sacerdotisas de Diana y Minerva pero desechando ellas tan impíos ofrecimientos, fueron arrojadas a un lago con piedras al cuello.
San Teodoto había sido educado por Santa Tecusa y con varias visiones celestiales fue avisado en qué parte del lago estaban los cuerpos y guiado para sacarlos. Le ayudaron varios cristianos mas uno de ellos encarcelado después y cediendo a los tormentos, descubrió que Teodoto bajo tan sencillas apariencias era el que guiaba y sostenía a los cristianos. Tuvo Teodoto aviso y suficiente tiempo para esconderse pero no quiso y le prendieron y llevaron al tribunal. 

## Martirio de San Teodoto
El juez comenzó con halagos; el Santo con denuedo lamentó los excesos de los dioses y observó que el ser Dios Jesucristo, estaba declarado con profecías y probado con milagros. Al ver la reacción del pueblo ante sus respuestas el juez lo abandonó a los más furiosos para que le hiciesen padecer mucho con toda suerte de suplicios. Hierro, fuego, garfios, piedras en la boca, cara, vientre y costados, todo instrumento y en todos sus miembros se empleó con rabiosa crueldad. 
Se le envió a la cárcel y cinco días después se repite la misma escena: el Santo siempre tranquilo, imploró la asistencia de su Señor Jesucristo y detestó los ídolos. Por último el juez dictó esta sentencia: 

A Teodoto protector de los galileos, y enemigo de los dioses, por no obedecer y aun despreciar los edictos de los emperadores, mando que se le corte la cabeza y que su cuerpo sea quemado, para que los cristianos no le den sepultura.

Puesto en el lugar del suplicio hizo a Jesucristo una oración fervorosa, animó y consoló a los fieles y se ejecutó la sentencia. Echaron luego el cuerpo sobre un montón de leña y al instante apareció cubierto de una luz resplandeciente y nadie se atrevió a poner fuego. Se apostaron algunos soldados para su guarda pero por la noche, sin saber lo que pasaba llegó por allá Fronton sacerdote cristiano de un lugar vecino al cual San Teodoto algunos días antes, buscando las reliquias de un San Valente, había prevenido que se preparase un lugar para las reliquias de un mártir. 
La jumentilla que montaba Fronton se paró junto al montón de leña y los soldados le detuvieron: entabló con ellos conversación, de la cual entendió que había sido martirizado San Teodoto y que Dios le enviaba a recoger sus reliquias. Agasajó a los soldados, les regaló con un buen vino que llevaba; y cuando muy entrada la noche los vio sumergidos en profundo sueño, tomó el cuerpo del mártir, le puso en el dedo un anillo que él mismo le había dado en prenda de que le facilitaría reliquias у dejó ir libre la jumenta, la cual se fue a su mismo pueblo y en el lugar en que paró se edificó después un templo. Este es un resumen de la  historia que fue escrita por un tal Nilo, que coincidió en la cárcel con el mismo Teodoto.